# Jigael Jadin
Jigael Jadin, izraelski general, arheolog in politik, * 20. marec 1917, † 28. junij 1984. 
Leta 1949 je postal načelnik generalštaba Izraelskih obrambnih sil, a je odstopil leta 1952 zaradi spora s takratnim predsednikom vlade in obrambnim ministrom Ben-Gurionom zaradi vojaškega proračuna.
Zatem se je posvetil arheologiji in predvsem raziskovanju črnomorskih spisov ter odkopavanju različnih arheoloških najdišč.
Leta 1977 je bil soustanovitevlj stranke Demokratično gibanje za spremembo, s katero je bil istega leta izvoljen v Kneset in postal namestnik predsednika vlade.